# Макс де Тера
Макс де Тера (на немски: Max de Terra) е бивш пилот от Формула 1. Роден на 6 октомври 1918 година в Цюрих, Швейцария.

## Формула 1
Макс де Тера прави своя дебют във Формула 1 в Голямата награда на Швейцария през 1952 година. В световния шампионат записва 2 състезания като не успява да спечели точки. Състезава се с частни Симка-Гордини и Ферари.